# Șaparivka, Bilokurakîne
Șaparivka (în ucraineană Шапарівка) este un sat în comuna Lîzîne din raionul Bilokurakîne, regiunea Luhansk, Ucraina.

## Demografie
Componența lingvistică a localității Șaparivka
     Ucraineană (97,71%)
     Rusă (2,29%)
Conform recensământului din 2001, majoritatea populației localității Șaparivka era vorbitoare de ucraineană (97,71%), existând în minoritate și vorbitori de rusă (2,29%).